# Michael Floredo
Michael Floredo (* 28. Juni 1967 in Hohenems/Vorarlberg) ist ein österreichischer Komponist und Organist.

## Leben
Michael Floredo verfasste seine ersten Kompositionen im Alter von neun Jahren. In den Jahren 1977 bis 1981 besuchte er die Musikhauptschule Götzis und im Anschluss daran bis 1985 das Musikgymnasium Feldkirch. Hier erhielt er Unterricht in Klarinette bei Georg Vinciguerra. Im Jahr 1986 folgte ein einjähriger, privater Studienaufenthalt am Stift Sankt Florian mit Unterricht in Komposition und Orgel bei Augustinus Franz Kropfreiter. Von 1987 bis 1992 studierte Floredo am Vorarlberger Landeskonservatorium in Feldkirch Komposition bei Gerold Amann und Klavier bei Melody Wu. Das Abschlussdiplom mit Auszeichnung erlangte er im Jahr 1992 ebenda.
Floredo übt eine Lehrtätigkeit in Musiktheorie und Komposition an der tonart Musikschule in Hohenems aus und ist seit 1989 Lehrer für Klavier, Orgel und Komposition an der Musikschule Walgau.

## Ehrungen
- 1991: Internationaler Bodenseepreis für Komposition[1][2]
- 1997: Staatsstipendium der Republik Österreich[1][2]
- 2016: Vorarlberger Kompositionspreis[4]
- 2000: Sonderpreis der Päpstlichen Akademien, Vatikan[2]

## Werke (Auswahl)

### Ensemblemusik
- Fugaten und Capriccen – Trio für Flöte, Klarinette und Violoncello (1985)[5]
- Quintett à la Rumba – für vier Violoncelli und Klarinette (1987)[5]
- Cellooktett – Oktett für acht Violoncelli (1988)[5]
- Streichquartett Nr. 1 – zwei Violinen, Viola und Violoncello (1989)[5]
- Verwesung – Trio für Klarinette, Marimbaphon und Klavier (1990)[5]
- Padre nuestro – Oktett für Mezzosopran-Solo, drei Posaunen, drei Perkussions, Flöte, Oboe, Harfe und Klavier (1991)[5]
- Impressionen eines Spaziergängers durch die Örfla-Schlucht – Trio für Klavier, Viola und Violoncello (1991)[5]
- Stille – Trio für Klarinette, Perkussion und Klavier (1992)[5]
- Toccata perpetuum mobile – für drei Organisten an einer Orgel (2000/2006)[5]
- Toccata e Passacaglia – In Memoriam Santa Cumerana, Trio für Orgel, Violine und Violoncello (2004)[5]

### Orchestermusik
- Hommage à Debussy – Besetzung: Soloinstrument (Klarinette), Orchester, Streichorchester(1987)[5]
- N8 - Miniatur Fantasien – Besetzung: Soloinstrument (Klarinette), Kammerorchester/Ensemble, Streichorchester (1988)[5]
- Es glänzt im Dunkel Lichterschatten – für Streichorchester und Cembalo (1992)[5]
- Der Kreis – für großes Streichorchester, Klavier und einen Schlagwerker (1993)[5]
- 1. Sinfonie – Missa Opera – für großes Sinfonieorchester, großen gemischten Chor, Knabenchor, Mezzosopran, Tasteninstrumente (1996–1999)[5]
- 2. Sinfonie – In memoriam Laurentius von Schnifis (2002)[5]

### Solomusik
- Adagio für Abraham – Solo für Orgel (1983)[5]
- Orgeltoccata – Solo für Orgel (1986)[5]
- Melos – für Orgel (1991)[5]
- Sanftwut oder der Ohrenmaschinist – für Klavier (1992)[5]
- Orpheus’ Rückkehr oder Zwischen Realität, Wahn und Illusion – Solo für Klavier (1993/1995)[5]
- Lamento – Solostück für Oboe (1996)[5]
- Zur Nacht – Solo für Orgel (2001)[5]